# ФК Йорк Сити
Футболен Клуб Йорк Сити е професионален футболен клуб от град Йорк, Северен Йоркшир, Англия. Състезава се в Северната Конференция на Англия, шестото ниво на футбола в страната.
Прякорът на Йорк Сити е монасите, идващ от Йоркската катедрала, а традиционният им екип е червен. Отборът играе мачовете си на стадион Буутъм Кресънт с капацитет 8256 места, но от сезон 2019/2020 им предстои преместване на чисто новия градски стадион в Йорк.
Въпреки че през по-голямата част от съществуването си тимът се е състезавал в Английската Футболна Лига, след противоречиво управление в последните години, той претърпява две поредни изпадания и се намира на най-незавидната позиция в историята си.
В състава се състезават бившият алжирски младежки национал Хамза Бенчериф и ветеранът Джон Паркин.

## Успехи
Трета дивизия (3-то ниво)
- Директна промоция: 1973–74

Четвърта дивизия / Трета дивизия (4-то ниво)
- Първо място: 1983–84
- Директна промоция: 1958–59, 1964–65, 1970–71
- Победител в плеойфите: 1992–93

Национална конференция (5-о ниво)
- Победител в плейофите: 2011–12

Трофей на Футболната Асоциация
- Шампион: 2011–12, 2016–17
- Подгласник: 2008–09